# OpenTRANS

Logo von openTRANS

openTRANS ist ein offener Standard zur Unterstützung des elektronischen Datenaustauschs (EDI) bei Geschäftstransaktionen zwischen Handelsunternehmen. Er unterstützt damit die elektronische Beschaffung. Er gliedert sich in die XML- und XML-Schema-basierten Standards ein. openTRANS ähnelt also den EDIFACT-Standards, welche dem Austausch geschäftlicher Transaktionen auf elektronischem Wege dienen.
Der Standard begründete sich in einer Initiative von Industrie- und Handelsunternehmen unter der Leitung von Fraunhofer IAO in Kooperation mit der Universität Duisburg-Essen (Fachgebiet Beschaffung, Logistik und Informationsmanagement, BLI) mit dem Ziel einer Standardisierung von Geschäftsprozessdokumenten (z. B. Lieferavis, Rechnung) als Grundlage für eine elektronische System-zu-System-Kommunikation. Seit dem 2. Oktober 2009 liegt er in Version 2.1 vor.

## Geschichte des Standards
Die Initiative des Fraunhofer IAO und der Universität Duisburg-Essen BLI ist ursprünglich mit der Veröffentlichung des Katalogstandard BMEcat 1999 gestartet. Zusätzlich zu diesem XML-basierten Standard ist openTRANS zwei Jahre später als XML-basierter Standard für Geschäftsdokumente veröffentlicht worden. Auch hier haben beide Organisationen die Leitung übernommen.
Auch bei den neuen Versionen der Standards mit BMEcat 2005 und openTRANS 2 ist diese enge Verwandtschaft ein wichtiges Merkmal geblieben. Dadurch ist eine Kompatibilität in den Elementen gegeben, welche in beiden Standards verwendet werden. In den folgenden Jahren wurde openTRANS verbreitet in Deutschland genutzt, was sich auch mit der englischen Übersetzung der Spezifikationen noch nicht unmittelbar änderte. Für die aktuelle Version haben sich die Autoren eine bessere internationale Unterstützung auf die Fahnen geschrieben. Derzeit ist der Verbreitungsgrad des Standards allerdings noch schwer einzuschätzen.
Die openTRANS-Releases ordnen sich chronologisch wie folgt ein:
- 1.0 draft 7. September 2001
- 1.0 final 10. Januar 2003
- 2.0 draft 28. August 2008
- 2.0 final 27. Oktober 2008
- 2.1 final draft 1. Juli 2009
- 2.1 final 2. Oktober 2009 (aktuelle Version)
- 3.0 draft 18. April 2012

## Geschäftsdokumente in openTRANS 2
openTRANS 2 ist ein XML-basierter Standard zum Austausch von Geschäftsdokumenten. Dieser Austausch von Geschäftsdokumenten wird als Transaktion bezeichnet. Damit ist openTRANS ein Transaktionsstandard zur elektronischen Unterstützung von Geschäftstransaktionen. Im Gegensatz dazu gibt es zum Beispiel mit BMEcat 2005 einen Standard für den elektronischen Austausch von Produktkatalogen im Rahmen des Katalogmanagements.
Im openTRANS 2 – Standard werden folgende Geschäftsdokumente spezifiziert:
- RFQ (Request For Quotation, Angebotsanforderung)
- QUOTATION (Angebot)
- ORDER (Auftrag bzw. Bestellung)
- ORDERCHANGE (Auftragsänderung)
- ORDERRESPONSE (Auftragsbestätigung)
- DISPATCHNOTIFICATION (Lieferavis)
- RECEIPTACKNOWLEDGEMENT (Wareneingangsbestätigung)
- INVOICE (Rechnung)
- INVOICELIST (Rechnungsliste)
- REMITTANCEADVICE (Zahlungsavis)

## Ein Beispielprozess mit Hilfe von Standards
Ein mögliches Beispiel über den Austausch bestimmter Geschäftsdokumente und -informationen kann wie folgt aussehen:

## openTRANS-Aufbau
In openTRANS 2-Dokumenten gibt es bestimmte Bereiche – Kopfbereich, Positionsbereich, Zusammenfassung.
Kopfbereich (Bsp. INVOICE_HEADER)
Im Kopfbereich werden alle Informationen beschrieben, die sich auf das gesamte Geschäftsdokument beziehen, z. B. zum Ersteller und Adressaten des Dokumentes, sowie allgemeine Rahmenbedingungen. Der Kopfbereich ist für alle Dokumente ähnlich strukturiert.
Positionsbereich (Bsp. INVOICE_ITEM_LIST)
Der Positionsbereich bildet den Listenbereich eines Geschäftsdokumentes ab, z. B. die Produkte in einem Angebot, die Lieferpositionen in einem Lieferavis oder die Rechnungen in einer Rechnungsliste.
Zusammenfassung (Bsp. INVOICE_SUMMARY)
Der Bereich „Zusammenfassung“ bildet den Abschluss eines jeden Geschäftsdokumentes. Er enthält redundante Informationen, die sich aus der Aggregation der Werte der Positionszeilen berechnen lassen und dient lediglich der Kontrolle. In einigen Geschäftsdokumenten, wie der Rechnung, ist dieser Bereich gesetzlich vorgeschrieben.

## Erweiterungen in openTRANS 2
In openTRANS 2 sind neben zahlreichen Detailverbesserungen der Datenmodelle und der Neufassung
der Spezifikation zusätzliche generelle Anforderungen umgesetzt worden. Zu den wichtigsten Erweiterungen gehören:
- Überarbeitung der Rechnung zur Konformität im Bereich Umsatzsteuergesetzgebung
- Unterstützung von Prozessen zum Umgang mit elektronischer Signaturen
- Erweiterung der Preismodelle, insbesondere mehrstufige Zu- und Abschläge (Rabatte) und Steuern
- Bessere Unterstützung von Szenarien mit Intermediären, z. B. Marktplätzen oder Zentralregulierern
- Erweiterung des Produktmodells zur Abbildung von Merkmalen und Produktkomponenten sowie Konfigurationsergebnissen und neue Struktur für Verpackungen
- Zwei neue Geschäftsdokumente: Zahlungsavis und Sammelrechnung bzw. Rechnungsliste
- Weitestgehende Kompatibilität zu BMEcat 2005, z. B. Umbenennung der Elemente von ARTICLE nach PRODUCT

## Abwärtskompatibilität zu openTRANS 1
openTRANS 2 ist nicht abwärtskompatibel zu openTRANS 1, aber sehr strukturähnlich. Die meisten Elemente aus openTRANS 1 wurden wiederverwendet und lediglich um neue Unterelemente erweitert.

## Kompatibilität zu BMEcat
openTRANS-2-Geschäftsdokumente sind kompatibel zu BMEcat-2005-Katalogdokumenten, das heißt, es werden identische Felder und Strukturen mit identischen Bedeutungen und Regeln verwendet. Diese Übereinstimmung erleichtert die einheitliche Nutzung von Daten und Softwaresystemen. Durch die asynchronen Entwicklungszyklen der beiden Standards kommt es in wenigen Ausnahmefällen dazu, dass sich Elemente und Elementstrukturen in openTRANS 2 von denen in BMEcat 2005 unterscheiden (z. B. PARTY).